# ژرژ لوئیه
ژرژ لوئیه (فرانسوی: Georges Leuillieux‎؛ ۳ اوت ۱۸۷۹ – ۱ مه ۱۹۵۰) یک شناگر و بازیکن واترپلو اهل فرانسه بود.
از افتخارات وی می‌توان به کسب مدال برنز شنای ۲۰۰ متر تیمی در بازی‌های المپیک تابستانی ۱۹۰۰ اشاره کرد.